# Tenampa (municipalité)
La municipalité de Tenampa est l'une des 212 municipalités de l'État de Veracruz, et est située dans la partie centrale de cet État. Située à l'ouest du golfe du Mexique, sur les contreforts montagneux de la Sierra Madre orientale, elle est arrosée par le fleuve Río Antigua et plusieurs de ses affluents. Son chef-lieu est la ville éponyme de Tenampa. Elle dépend de la région administrative de Las Montañas, qui est une des 10 subdivisions administratives de l'État de Veracruz.

## Géographie
La municipalité de Tenampa s'étend du sud-ouest au nord est dans le bassin versant du fleuve Río Antigua ; elle est traversée par la rivière Tenampa, tandis que la rivière Xopilapa forme sa limite nord. Elle est assise sur les contreforts de la chaîne de montagnes de la Sierra Madre orientale, avec une altitude oscillant entre 400 et 1200 mètres. Son chef-lieu, la ville éponyme de Tenampa, se trouve dans les confines sud-ouest de son territoire. Ce territoire couvre une superficie de 65,3 km2, et était peuplé en 2015 de 6677 habitants, pour une densité de 102,2 habitants par km2.
La municipalité est limitrophe au nord de celle de Tlaltetela, et au sud de celle de Totutla2.

## Composition et démographie
La municipalité était composée en 2015 de 17 localités, dont une seule était considérée comme urbaine, les autres étant rurales.
| Localité            | Population |
| ------------------- | ---------- |
| Tenampa             | 1949       |
| El Coyolito         | 1103       |
| El Súchil           | 917        |
| Colonia San José    | 525        |
| Santa Rita          | 459        |
| Reste des localités | 1294       |
| Total population    | 6247       |

En plus de l'espagnol, plusieurs langues amérindiennes sont parlées dans la municipalité, dont les principales sont par ordre d'importance : le nahuatl et le totonaque.

## Histoire
Durant la période hispanique, Tenampa se nomma Xampala-Tenampa.
Durant la Révolution mexicaine de 1910, l'année 1912 voit l'armée du général Jiménez livrer bataille contre le gouvernement de Victoriano Huerta.

## Économie

### Agriculture et élevage
La superficie des parcelles semées représentait en 2019 une surface totale de 3435 hectares, parmi lesquels 3000 hectares étaient voués à la culture du caféier, 355 hectares étaient voués à la culture du maïs, et 100 hectares étaient voués à celle de la mangue.
En 2019, la production de viande par tonnes comprenait 22 tonnes de viande bovine, 77,7 tonnes de viande porcine, 2,7 tonnes de viande ovine, 3,9 tonnes de volailles, et 1,9 tonne de dinde. La superficie vouée à l'élevage représentait alors 1588 hectares.